# Odette Ducas
Pour les articles homonymes, voir Ducas.
Odette Ducas (née Delcellier le 4 novembre 1940 à Chevrainvilliers) est une athlète française, spécialiste du saut en longueur. 

## Biographie
Elle était licenciée à l'ASPTT Lille jusqu'en 1973, et excellait également au pentathlon moderne et en sprint court.
Elle participa aux olympiades de 1972, à la longueur et au pentathlon.

## Palmarès
- 27 sélections en équipe de France A, de 1957 à 1973

- Détentrice du record de France en 1968, 1970, et 1971 avec 6,49 m, ce durant 9 années
- Détentrice du record de France au pentathlon en 1968 et 1971

- Championne d'Europe en salle au relais 4 × 1 tour en 1969
- Championne de France du saut en longueur en 1962, et de 1968 à 1973
- Médaille d'argent au relais 4 × 100 m des Jeux Méditerranéens en 1971

- 4e du 80 m haies aux Jeux méditerranéens en 1971